# Leptostylus aspiciens
Leptostylus aspiciens là một loài bọ cánh cứng trong họ Cerambycidae.